# Потымец
Потымец — река в России, протекает по Октябрьскому району Ханты-Мансийского АО. Устье реки находится в 2 км по правому берегу реки Хугот. Длина реки составляет 48 км.

## Притоки
- 27 км: Малая Речка (пр)
- 35 км: Нижний Потымец (лв)
- 36 км: Верхний Потымец (пр)

## Данные водного реестра
По данным государственного водного реестра России относится к Нижнеобскому бассейновому округу, водохозяйственный участок реки — Обь от впадения Иртыша до впадения реки Северная Сосьва, речной подбассейн реки — бассейны притока Оби от Иртыша до впадения Северной Сосьвы. Речной бассейн реки — (Нижняя) Обь от впадения Иртыша.
Код объекта в государственном водном реестре — 15020100112115300019498.